# Palmar Grande (Tarija)
Palmar Grande ist eine Ortschaft im Departamento Tarija im südlichen Bolivien nahe der Grenze zu Argentinien.

## Lage im Nahraum
Palmar Grande ist fünftgrößte Ortschaft im südwestlichen Teil des Municipio Villamontes in der Provinz Gran Chaco. Der Ort liegt auf einer Höhe von 480 m und besteht aus zwei Ortsteilen: ein Ortsteil liegt an der Fernstraße Ruta 9 zwischen den Städten Yacuiba und Villamontes, der wenige Kilometer weiter östlich gelegene Ortsteil an der Eisenbahnlinie von Santa Cruz nach Yacuiba. Fünfzehn Kilometer westlich der Ortschaft verläuft in Nord-Süd-Richtung der Höhenzug der Serranía Aguaragüe, der hier Höhen von mehr als 1600 m erreicht.

## Geographie
Palmar Grande liegt am Südostrand der bolivianischen Anden-Kette im Tiefland des subtropischen Gran Chaco, der sich über Nordwest-Paraguay, Nordost-Argentinien und Südost-Bolivien erstreckt.
Das Klima ist subtropisch mit heißem feuchten Sommer und mildem und trockenen Winter. Die Jahresdurchschnittstemperatur liegt bei etwa 25 °C, die durchschnittlichen Monatswerte schwanken zwischen etwa 19 °C im Juli und 29 °C im Januar (siehe Klimadiagramm Villamontes).
Der Jahresniederschlag beträgt etwa 700 mm, bei einer fünfmonatigen Trockenzeit von Mai bis September mit Monatsniederschlägen unter 20 mm und einer Feuchtezeit von Dezember bis März mit 100 bis 150 mm Monatsniederschlag.
Gemäß der Klimaklassifikation von Köppen-Geiger ist das Klima von Palmar Grande feucht-subtropisch (Cwa-Klima).

## Verkehrsnetz
Palmar Grande liegt in einer Entfernung von 282 Straßenkilometern südöstlich von Tarija, der Hauptstadt des Departamentos, und 66 Kilometer nördlich der Grenzstadt Yacuiba.
Von Tarija aus führt die Nationalstraße Ruta 11 in östlicher Richtung über die Ortschaften Entre Ríos und Palos Blancos 250 Kilometer bis Villamontes. Dort trifft sie auf die nord-südlich verlaufende Ruta 9, die nach Süden über Palmar Grande weiter nach Yacuiba zur argentinischen Grenze führt.

## Bevölkerung
Die Einwohnerzahl des Ortes ist im vergangenen Jahrzehnt um etwa ein Viertel zurückgegangen:
| Jahr | Einwohner   | Quelle       |
| ---- | ----------- | ------------ |
| 1992 | keine Daten | Volkszählung |
| 2001 | 339         | Volkszählung |
| 2012 | 256         | Volkszählung |
| 2024 |             | Volkszählung |